# مسلة سبعة

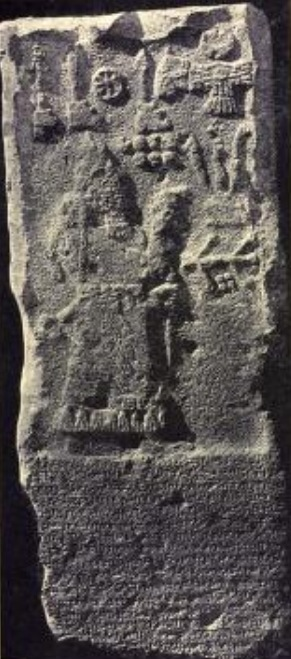
مسلة سبعة في ايكهارت أنجر الصورة طبعة أساسية

مسلة سبعة ، والمعروفة أيضًا باسم نقش سبعة، نقش حجر حدود من عهد آداد نيراري الثالث (811 إلى 783 قبل الميلاد) اكتشف عام 1905 في قطعتين في سبعة، سنجق زور، جنوبًا جبال سنجار في سوريا الحديثة. وهي المصدر الرئيسي لمعلوماتنا عن الحملات العسكرية لاداد نيراري الثالث.
شُيِّدت المسلة من قبل نرجال-إرش Nergal-ereš أحد ضباط أداد نيراري. يتكون النص من 33 سطرًا في سبعة أقسام: أعمال، ونسب أداد نيراري، وصف لحملة أداد نيراري إلى فلسطين في السنة الخامسة، وجزية من ماري، وملك دمشق، إقامة تمثال في الزاباني Zabanni، وتقدمة مقدمة من نرجال-إرش واللعنات.
تلقى القسم الثالث، الذي يصف الحملة على أرض الفلستيين في العام الخامس، أكبر تركيز من العلماء. النص كما ترجم من قبل لوكنبيل Luckenbill النحو التالي: في السنة الخامسة جلست رسمياً على عرشي الملكي واستدعت البلد (للحرب).أمرت جيش آشور الغفير بالمسيرة ضد فللستو (Pa-la-áš-tu).عبرت نهر الفرات عند طوفانه. بالنسبة للعديد من الملوك العدائيين الذين تمردوا في زمن أبي شمشي آد (أي شمشي-أدد الخامس). ومتنعوا عن معتادهم (الجزية). [بريق ملهم للإرهاب] طغى عليهم (و) بأمر من أسور، سين، شماش، آد (وع) عشتار، ثقتي (آلهة) آلهة، ثبتوا قدمي. تلقيت كل الجزية... التي أحضروها إلى آشور. أمرت (ثم) [بالسير] ضد بلد دمشق (Ša-imērišu)